# Egbert Pelinck
Egbert Pelinck (Winschoten, 27 juli 1907 − Norg, 15 mei 1991) was een Nederlands museumdirecteur van Museum De Lakenhal en van het Koninklijk Huisarchief.

## Biografie
Pelinck was een lid van de familie Pelinck en een zoon van de vicepresident van de arrondissementsrechtbank van Assen mr. Hendrik Pelinck (1869-1944) en de secretaris van de provinciale vereniging het Groene Kruis van Drenthe Wilhelmina Jacoba Zijnen de Gier (1872-1934), en een broer van burgemeester Martinus Pelinck (1904-1972). Hij studeerde af in 1934 aan de Rijksuniversiteit Leiden in de kunstgeschiedenis en archeologie. Daarna werkte hij bij het Gemeentemuseum Den Haag (met name aan de nieuwe inrichting van het toen net geopende gebouw) en was hij in 1936 secretaris van de tentoonstelling oude kunst in het Rijksmuseum Amsterdam. Op 22 november 1937 werd hij door de Leidse gemeenteraad benoemd tot directeur van Museum De Lakenhal, als opvolger van kunstschilder Anthony Coert (1872-1939), over wie hij een levensbericht publiceerde. Hij vervulde die functie tot 1 januari 1953 nadat hij om ontslag gevraagd had wegens verschil van inzicht over de taak van een museum (hij stelde de studie in een museum voorop tegenover een lerende taak ten opzichte van het publiek met alle activiteiten en tentoonstellingen die daarbij horen). In 1953 verzorgde hij een tentoonstelling in het Maritiem Museum Rotterdam. Per 1 februari 1966 werd hij benoemd tot directeur van het Koninklijk Huisarchief. Op zijn verzoek werd hij per 1 augustus 1973 uit die functie ontslagen; tegelijkertijd werd hem daarbij het Erekruis in de Huisorde van Oranje verleend. Daarna werd hij tijdelijk opgevolgd door Jacob Jan Lodewijk baron van Lynden (1913-1989).
Pelinck publiceerde meer dan 100 artikelen, over Leiden, over Drenthe en over (kunst)historische onderwerpen. Hij publiceerde nog tot in het jaar van zijn overlijden.
Drs. E. Pelinck overleed in 1991 op 83-jarige leeftijd.